# Цебек Чанчінов
Цебек Чанчінов (чеськ. Cebek Čančinov, угор. Csancsinov Cebek, 25 грудня 1916, Денисівка, Воронезька губернія, Російська імперія — 17 грудня 1984, Кошиці, Чехословаччина) — чехословацький та угорський футболіст калмикського походження, а згодом — чехословацький футбольний тренер та громадський спортивний діяч. Грав на позиції нападника. Володар Середньочеського кубка з футболу (1933). У 1 лізі першості Чехословаччини та у чемпіонаті Угорщини з футболу (2 клас) він зі своїми командами двічі займав почесне 4 місце (1933, 1944) і крім того п'ять разів входив до першої десятки найкращих клубів цих країн. У тридцятих роках декілька разів виступав за юніорську збірну Футбольної асоціації Чехословаччини (1932, 1933) та  за молодіжну збірну м. Праги з футболу (1934, 1935).

## Клубна кар'єра
У Росії у зв'язку з перемогою революції склалася важка та непередбачувана ситуація, тому батьки з маленьким хлопчиком емігрували до Туреччини. Звідти подалися до Болгарії, а відтак остаточно осіли в Празі. Там Цебек у 1924 р. вступив до першого класу російської середньої школи, в якій незабаром розпочав свою футбольну кар'єру. У 1930 р. тринадцятирічного здібного підлітка запримітили тренери тоді вже відомого першолігового клубу ТС «КЖ» (Прага), й записали до дитячої команди. Сприятливий мікроклімат сприяв швидкому зростанню технічної майстерності хлопця і вже у 1932 р. він у складі юніорської збірної Футбольної асоціації Чехословаччини виступав проти юнаків німецької футбольної жупи чеської столиці. У 1933 р. його запрошують до теж першолігової «Вікторії» (Жижков), в якій талановитому гравцю вперше довіряють зодягти футболку основного складу. З цього часу Цебек — незмінний лівий крайній нападник престижного клубу. Саме у тому році він з командою стає володарем Середньочеського кубка з футболу. Одночасно він виступав і за збірну Праги, в т.ч. проти збірної Будапешта. У сезоні 1936/1937 р. «Вікторія» (Жижков) виступала у першій лізі чемпіонату країни разом з дружиною футбольного клубу СК «Русь» (Ужгород). Для Цебека це вже були зустрічі з «давніми знайомими», що привели до тісніших контактів. На пропозицію керівництва «Русі» переїхати до Ужгорода Цебек Чанчінов погодився, й згодом став студентом місцевої гімназії та новим форвардом столиці Підкарпатської Русі. 
Протягом 1938 —1944 рр. він продовжив виступати в складі СК «Русь» (Унгвар), яка разом із теж ужгородською командою «УАК» та мукачівським «МШЕ» представляли край у чемпіонаті Угорщини серед команд другої ліги. Своєю технічною ігрою, легкою та філігранною обробкою м'яча, загальною корисністю дій на будь-якій ділянці поля він неабияк дивував глядачів і став самим популярним гравцем — бомбардиром команди. Прізвище Чанчінов у ті часи було синонімом «непереможної Русі». 

## Кар'єра тренера та спортивного діяча
У 1945 р. він переселився до словацького м. Собранці, де спочатку був граючий тренер, а поспоспіль наставник місцевої футбольної команди «Дружтевнік». У 1979 р. Цебек Чанчінов завершив свою активну діяльність, але футбол не покинув: у Східній Словаччині підключився до організації аматорського футболу, в рамці якого влаштовувалися товариські, а згодом й календарні матчі з командами інших міст краю. 

## Досягнення

### У чехословацьку еру
- Володар Середньочеського кубка з футболу — 1933
- Першісь Чехословаччини з футболу (1 ліга)
  - 4 місце — 1933
  - 9 місце (2): 1934, 1937

### В угорську еру
- Володар Кубка Східно-північного регіону Угорщини з футболу — 1939
- Першісь Угорщини з футболу (2 клас)
  - 3 місце у Підкарпатській групі чемпіонату — 1945[6].
  - 4 місце у Північній групі чемпіонату — 1944
  - 6 місце у Східно-північній групі чемпіонату — 1940
  - 7 місце у групі Ракоці чемпіонату (2): 1942, 1943
  - 9 місце у групі Тиса чемпіонату — 1941